# Tammo Tammerus Kroon
Tammo Tammerus Kroon (Zutphen, 31 januari 1841 - Zutphen, 14 december 1878) was een Nederlands classicus, die ook bijdrages heeft geleverd aan het onderwijsdebat in Nederland.
Tammo Tammerus werd geboren als jongste zoon van dr. Joan Harmen Kroon, leraar wiskunde, geschiedenis en aardrijkskunde aan het Zutphense Gymnasium en daarna inspecteur van het lager en middelbaar onderwijs in de provincie Gelderland. Na in zijn geboorteplaats het gymnasium te hebben afgemaakt (hij was toen nog maar 16 jaar), volgde hij nog een jaar lang extra lessen en wijdde hij zich aan het afleggen van zijn geloofsbelijdenis voor de Hervormde Gemeenschap (ofschoon zijn vader tot de Lutherse Kerkgemeenschap behoorde).
In 1858 werd hij student in de letteren aan de Universiteit Leiden. Hij zou zich in verschillende studentenkringen laten opmerken. Hij promoveerde op 28 mei 1864 op een dissertatie, getiteld Specimen litterarium, exhibens quaestiones Catullianas, met welk onderwerp hij als student reeds de gouden medaille had behaald voor zijn antwoord op een door de Groningse faculteit uitgeschreven prijsvraag.
Reeds vóór zijn promotie was Kroon benoemd tot leraar aan het gymnasium te Haarlem, vanwaar hij in 1865 naar Arnhem vertrok, als conrector aan het gymnasium aldaar. In 1876 werd hij door ziekte genoodzaakt zijn ontslag te vragen, vertoefde tot herstel van gezondheid enige maanden te Wiesbaden en werd in 1878 te Zutphen tijdelijk met de waarneming belast van de lessen van de overleden rector Matthes. Weldra werd hij tot vast leraar in de klassieke talen en het Nederlands aangesteld aan hetzelfde gymnasium, waar hij zijn opleiding had genoten. Hij overleed echter kort hierop.
Hij was gehuwd met A.W. Star Numan, een telg uit het geslacht Numan, maar liet geen kinderen na.

## Beknopte bibliografie
- Hoe hebben de oude Grieken en Romeinen in den oorlog hunne zieken en gekwetsten verpleegd? Naar het Duitsch van H. Göll (1870);
- Een staatsman over de Opleiding der vrouwelijke jeugd, in Onze Tijd (1872);
- Woordenboek der Grieksche en Romeinsche mythologie (1873; 3de dr. 1892) (2de dr. 1875 online: KoxKollum.nl en DBNL.org).
- Verschillende opstellen over hoger, lager en middelbaar onderwijs, in Amsterdamsche Courant (1871-1876).